# Esercito della Salvezza
L'Esercito della Salvezza (in inglese Salvation Army) è un movimento internazionale evangelico afferente al Movimento di Santità, fondato a Londra nel 1865 da William Booth, che lascia la Chiesa metodista (Methodist New Connection) nella quale era ministro di culto per iniziare un'opera umanitaria nei bassifondi di Londra, con lo scopo di diffondere il cristianesimo e portare aiuto ai bisognosi. Secondo il suo fondatore lo scopo dell'Esercito della Salvezza è dimostrare che è necessario, in un mondo votato al materialismo, vivere un cristianesimo visibile, gioioso e attivo, cercando in tutti i modi di sconfiggere la fame nel mondo, l'indigenza e il disagio sociale. È la più grande organizzazione missionaria cristiana al mondo, dopo la Chiesa cattolica.
Il successo dell'Esercito della Salvezza è dovuto principalmente alla sua originalità. L'organizzazione, la disciplina, la mobilitazione e lo spirito di corpo, tipici di una struttura militare, si rivelarono caratteristiche ideali per il tipo di opera alla quale William Booth e i suoi primi collaboratori si sentivano chiamati, ovvero "salvare anime".

## Origini
I primi culti dell'organizzazione furono una sorta di riunioni informali, di sostegno ai poveri e ai senza tetto, e predicazioni centrate sul ravvedimento e la conversione.

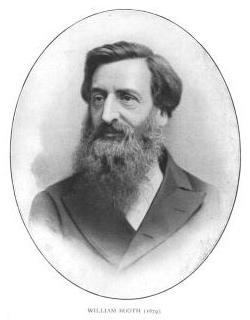
Il fondatore dell'Esercito della Salvezza, il generale William Booth

William Booth non aveva nessuna intenzione di fondare una nuova struttura ecclesiale: voleva che le persone, una volta libere dall'indigenza, tornassero a frequentare le loro comunità. Ma dopo alcuni rifiuti al ritorno alle rispettive comunità, sia per volontà sia per timore di non esservi bene accolti, Booth capì che l'Esercito della Salvezza, pur restando di ispirazione cristiana, necessitava di diventare un movimento stabile, con ordini e regolamenti identici per tutti i membri dell'Esercito ("salutisti") del mondo.

## Storia

### Nel mondo

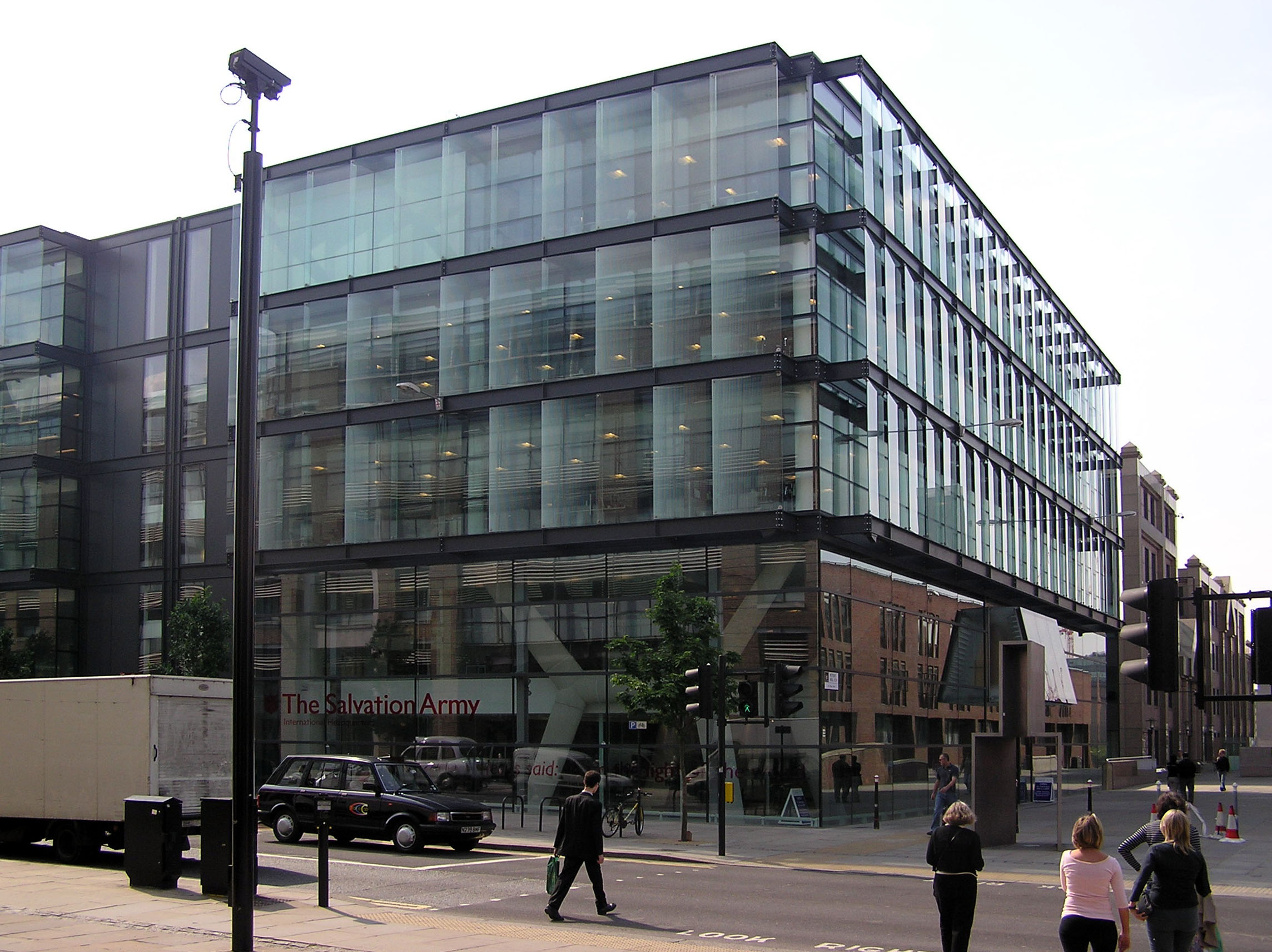
Il quartier generale a Londra

Dopo una decina d'anni di risultati altalenanti, nel 1878 la "Missione cristiana" di William Booth assume il nome attuale di "Esercito della Salvezza" (Salvation Army), iniziando uno sviluppo esponenziale che in pochi decenni la porta a diffondersi in decine di nazioni, tanto che nel 1912, alla morte di Booth, l'Esercito della Salvezza è presente in più di 50 paesi.

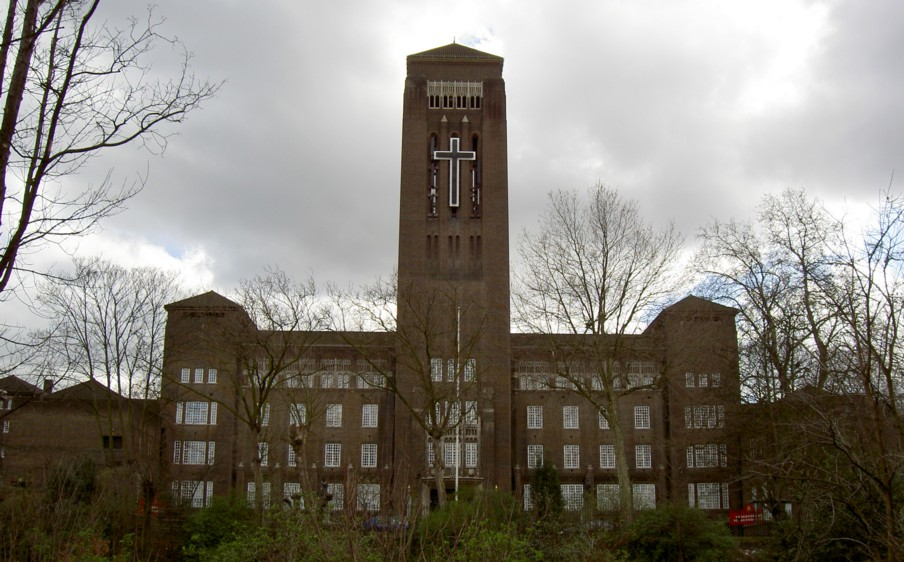
Il William Booth Memorial Training College, Denmark Hill, Londra: accademia per il corso-ufficiali nel Regno Unito

### In Italia
Prima della Seconda guerra mondiale
Nel 1887 l'Esercito della Salvezza arrivò in Italia. Dopo un inizio difficile a Roma, grazie al maggiore James Vint, l'opera ripartì stabilmente nel 1890 da Luserna San Giovanni, nelle valli valdesi, in seguito al lavoro del colonnello Fritz Malan. In pochi anni l'Esercito della Salvezza si diffuse nelle principali città italiane (1893 a Torino, 1894 a Firenze, 1897 a Livorno, 1898 a Milano, 1899 a Venezia e Bologna).
Durante la Seconda guerra mondiale
L'inizio del periodo fascista portò alla chiusura di alcune sale di culto nel 1935, alla soppressione del Grido di guerra (l'organo ufficiale dell'Esercito) nel 1939, e culminò con la chiusura dell'Opera nel 1940. Diversi ufficiali furono internati e altri mandati al confino.
Dopo la caduta del fascismo (Opere di assistenza)
Nel 1944, a seguito dell'avanzata delle truppe alleate, riaprirono tutte le comunità del centro-sud, sino a Firenze. Nel 1945 l'Esercito riprese ufficialmente le attività, distinguendosi negli anni successivi per meritorie opere di assistenza come nell'alluvione del Polesine del 1951, nell'inondazione dell'Arno nel 1966, nei terremoti del Belice nel 1968, del Friuli nel 1976 e dell'Irpinia nel 1980.

## L'Esercito della Salvezza oggi

### Nel mondo
A livello mondiale, l'Esercito della Salvezza è arrivato nel 2011 a essere operante in 121 stati, nelle quali continuano a essere vissute e applicate le stesse metafore militari in uso ai tempi del fondatore.
- 1865 – Inghilterra
- 1874 – Galles
- 1879 – Jersey, Scozia
- 1880 – Australia, Ulster, Stati Uniti
- 1881 – Alderney, Francia
- 1882 – Canada, India, Svezia, Svizzera
- 1883 – Nuova Zelanda, Pakistan, Sudafrica, Sri Lanka
- 1884 – Irlanda, Sant'Elena
- 1886 – Germania, Terranova e Labrador
- 1887 – Danimarca, Italia, Giamaica, Paesi Bassi
- 1888 – Norvegia
- 1889 – Belgio, Finlandia

- 1890 – Argentina, Uruguay
- 1891 – Zimbabwe, Zululand
- 1894 – Antille, Hawaii, Indonesia
- 1895 – Gibilterra, Giappone
- 1896 – Bermuda, Malta
- 1898 – Alaska, Barbados
- 1901 – Trinidad e Tobago
- 1902 – Grenada, Saint Lucia

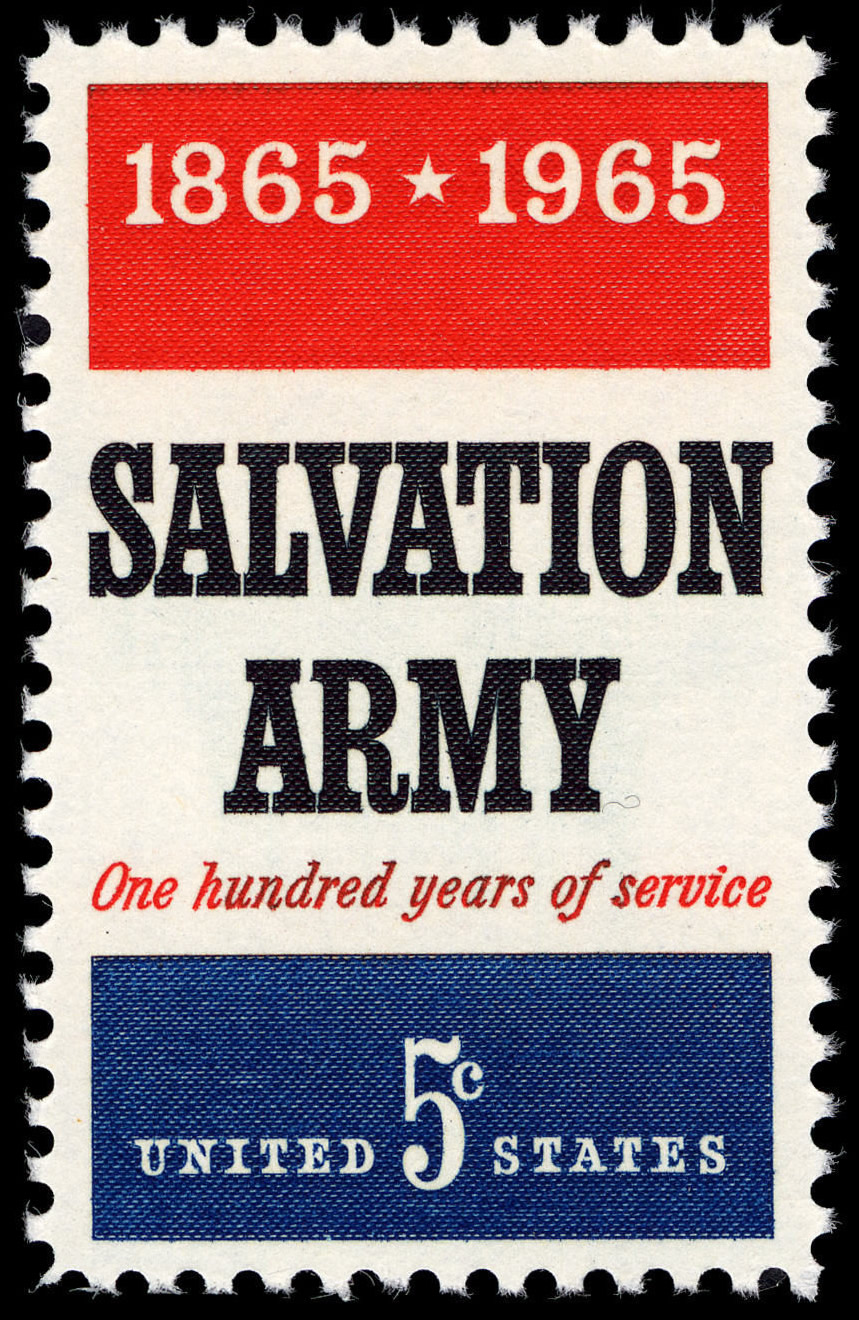
Francobollo commemorativo per i 100 anni dell'Esercito della Salvezza

- 1903 – Antigua e Barbuda, Saint Vincent e Grenadine
- 1904 – Panama
- 1907 – Costa Rica
- 1908 – Corea
- 1909 – Cile
- 1910 – Paraguay, Perù
- 1913 – Russia (fino al 1923), Namibia (fino al 1914)
- 1915 – Belize, Myanmar
- 1916 – Repubblica Popolare Cinese
- 1917 – Isole Vergini Americane
- 1918 – Cuba
- 1919 – Cecoslovacchia
- 1920 – Bolivia, Nigeria
- 1921 – Kenya
- 1922 – Brasile, Ghana, Zambia
- 1924 – Isole Fær Øer, Ungheria (fino al 1949)
- 1927 – Austria, Estonia
- 1930 – Hong Kong
- 1934 – Algeria
- 1935 – Singapore
- 1936 – Egitto
- 1937 – Filippine
- 1938 – Malaysia
- 1950 – Haiti
- 1956 – Papua Nuova Guinea
- 1962 – Porto Rico
- 1965 – Taiwan
- 1967 – Malawi
- 1969 – Lesotho
- 1970 – Bangladesh
- 1971 – Portogallo, Spagna
- 1972 – Venezuela
- 1973 – Figi
- 1976 – Guatemala
- 1985 – Angola, Colombia
- 1986 – Tonga
- 1988 – Liberia
- 1989 – El Salvador
- 2007 – Grecia, Burundi[3]
- 2009 – Nepal[4]
- 2010 – Sierra Leone
- 2010 – Nicaragua
- 2010 − Emirati Arabi

### In Italia
In Italia, l'Esercito della Salvezza è presente, con un migliaio circa di membri fra soldati, aderenti e ufficiali, in 16 città diverse che sono Milano, Torino, Torre Pellice, Bobbio Pellice, Firenze, Roma, Napoli, Ischia, Ariano Irpino, Potenza, Atena Lucana, Braide e Brienza, Castelvetrano, Catania, Lentini, con attività che si stagliano in cinque punti principali: cura spirituale (familiarizzazione con le scritture bibliche, cura pastorale, evangelizzazione cristiana), opera sociale (vitto e alloggio a senzatetto e affamati), campi estivi (convitti e centri vacanze aperti a tutti e a prezzi contenuti), adozioni a distanza, servizio per il ritrovamento di persone scomparse. Dal 2007 l'Esercito della Salvezza ha incominciato a operare in Grecia, che è sotto la responsabilità del Comando italiano.
A Roma l'Esercito della Salvezza accoglie circa trecento bisognosi nel suo centro sociale in via Degli Apuli, offrendo loro un letto e due pasti al giorno e, insieme a essi, pensionati a basso reddito a studenti fuori sede.
È inoltre attivo il soccorso invernale per i senza tetto, guidato da un sergente e da alcuni volontari tra soldati, aderenti e semplici ammiratori dell'Esercito della Salvezza. Ogni anno, solo a Roma, L'Esercito della Salvezza distribuisce gratuitamente migliaia di pasti caldi ai vagabondi.
In Italia, oggi, il movimento opera in base al riconoscimento di personalità giuridica richiesta con la Legge del 1973, poi conferita con Decreto del Presidente della Repubblica del 20 marzo 2009 come associazione di culto con il nome Esercito della Salvezza in Italia, con diritto alla ricezione del 5X1000. Con questo atto, all'Esercito della Salvezza in Italia è stato concesso il "Riconoscimento della personalità giuridica dell'Associazione di culto «Esercito della Salvezza in Italia», in Roma".
Nel 2011, a causa dell'emergenza Libia, il governo ha chiesto anche all'Esercito della Salvezza in Italia di accogliere i rifugiati che fuggono dalle coste africane diretti a Lampedusa. L'Esercito ne ha accolto una cinquantina in una delle sue strutture.

## Gli articoli di fede dell'Esercito della Salvezza
La confessione di fede dell'Esercito della Salvezza, con la sua enfasi sulla certezza interiore della Salvezza, rivela chiaramente le origini metodiste di questo movimento. Gli articoli sono estratti dalle credenze di base del Cristianesimo, senza obblighi confessionali. È opportuno specificare, inoltre, che il credo dell'Esercito della Salvezza è niceno, e quindi accettato da tutti i cristiani, cattolici, ortodossi o protestanti che siano, del mondo. Questi sono gli 11 articoli:
1. Noi crediamo che le Scritture dell'Antico e del Nuovo Testamento sono ispirate da Dio e che esse sole costituiscono la norma divina della fede e della pratica cristiana.
2. Noi crediamo in unico Dio, infinitamente perfetto, Creatore, Preservatore e Governatore di tutte le cose, unico legittimo oggetto di culto.
3. Noi crediamo che in Dio vi sono tre persone: il Padre, il Figlio e lo Spirito Santo, indivisibili nell'essenza e uguali in potenza e gloria.
4. Noi crediamo che nella persona di Gesù Cristo la natura umana e quella divina sono unite in modo tale che Egli è veramente e propriamente Dio e veramente e propriamente uomo.
5. Noi crediamo che i nostri primi padri furono creati in stato di innocenza, ma, per un atto di disobbedienza, perdettero la purezza e la felicità, e in conseguenza di ciò tutti gli uomini si trovano in stato di peccato e di completa corruzione, e pertanto sono giustamente esposti all'ira di Dio.
6. Noi crediamo che il Signore Gesù Cristo, mediante il proprio sacrificio, ha espiato il peccato di tutto il mondo, affinché chiunque crede sia salvato.
7. Noi crediamo che il pentimento verso Dio, la fede nel nostro Signore Gesù Cristo e la rigenerazione mediante lo Spirito Santo sono necessari alla Salvezza.
8. Noi crediamo alla giustificazione per Grazia mediante la Fede nel nostro Signore Gesù Cristo, e il credente ne porta la testimonianza in sé stesso.
9. Noi crediamo che il mantenersi salvo (in stato di Grazia) dipende dalla fede perseverante e obbediente in Cristo.
10. Noi crediamo che è un privilegio di tutti i credenti essere «completamente santificati» e che «lo spirito, l'anima e il corpo possono essere conservati irreprensibili per la venuta del nostro Signore Gesù Cristo» (I Tess. 5,23).
11. Noi crediamo nell'immortalità dell'anima, nella risurrezione del corpo, nel giudizio universale alla fine del mondo, nella felicità eterna dei giusti e nella punizione eterna dei malvagi.

La "lotta" intrapresa dall'Esercito è riassunta dalle parole che Booth scrisse poco prima di morire il 9 maggio 1912, di cui si riporta una sintesi:
Fintanto che degli esseri umani andranno in prigione, io lotterò.
Fintanto che ci sono delle vittime della dipendenza, io lotterò.
Fintanto che qualcuno è costretto a vendere il proprio corpo, io lotterò.
Fintanto che qualcuno è privo della luce di Dio, io lotterò.
Lotterò fino alla fine»

### Inno
Salvezza infinita qual fiume senza riva,

Tu lavi e guarisci dovunque il flutto arriva;

Nel mondo che muore a Te mi volgo ognor.

Deh! Vieni e m'inonda.

Purifica il mio cuor.

Il gran tentatore m'insidia senza posa;

eppure dal cielo quest'alma è desiosa.

Son vani i miei pianti se non guardo a Te.

O fiume potente,

Ti vieni gettar su me.

Vacilla il mio cuore ed a peccar mi spinge,

l'antico serpente nel male ancor mi stringe;

Ma Tu sei capace di vincerlo, mio Re.

O fiume deh, vieni,

Riversati su me.

Lodiamo il Signore che in croce l'agonia

sofferse, e morendo ci aprì del ciel la via.

La gloria e l'onore per sempre al Re dei re;

Sua grazia è bastante

Per voi sì che per me.
(O Boundless Salvation, l'inno del fondatore William Booth (traduzione di Enrico Revel) tratto da: David Armistead, Cristiani in divisa: un secolo di storia dell'Esercito della Salvezza fra gli italiani (1887-1987), Torino, Claudiana)

## Organizzazione
Per far parte dell'Esercito della Salvezza bisogna essere cristiani, aver accettato Gesù Cristo come personale Salvatore e Signore, accettare le dottrine del movimento.
Vi sono diverse forme di appartenenza all'Esercito della Salvezza: 
- gli aderenti, che pur accettando i valori, e le dottrine dell'Esercito della Salvezza non hanno firmato "il patto del soldato",
- i soldati, membri volontari di pieno diritto, che utilizzano il proprio tempo libero per aiutare l'organizzazione nella sua missione,
- e gli ufficiali, ossia i dirigenti organizzativi che, assieme ai dipendenti esterni (non obbligatoriamente appartenenti all'Esercito della Salvezza) sono gli unici a essere stipendiati.

Nessuno è pagato, tranne i dipendenti e gli ufficiali.
La gerarchia interna è composta da soldati, ufficiali locali (sergenti e sergenti maggiori), e ufficiali (tenente, capitano, maggiore, tenente colonnello, colonnello e generale). I Colonnelli (Responsabili di un Territorio) e i Commissari formano l'Alto Consiglio e che elegge il generale, il Comandante in Capo dell'Esercito della Salvezza nel Mondo, oggi il generale Brian Peddle, che guida l'Esercito della Salvezza.
Gli ufficiali frequentano un corso di due anni in una scuola di formazione per ufficiali, i cui corsi di studio sono basati sulla teologia, sul marketing, sulla gestione delle risorse e sulla storia del Movimento. Terminato il corso, diplomati insigniti del grado di Tenente (una stella) quali ministri di culto, gli ufficiali vengono inviati a un corpo dove svolgono per tre anni attività sociali e di coordinamento delle risorse umane. Dopo tre anni un Tenente è promosso a Capitano (due stelle) e quindi a ufficiale permanente, grado in cui rimarrà per quindici anni, per poi essere promosso al grado di Maggiore (Magg.). Gli ufficiali possono essere inviati in tutto il mondo per un periodo di massimo tre anni, per dirigere un Corpo dell'Esercito della Salvezza o per essere impiegati in una Divisione come ufficiali divisionari. I Maggiori possono essere promossi, con il decreto del Generale, a Londra, al grado di Tenente Colonnello (T. Col.) per il comando dei territori più piccoli e, in seguito, di Colonnello (Col.), per i territori più vasti. I Colonnelli anziani possono essere promossi al grado di Commissario, ovvero di Comandante continentale. Gli ufficiali dal rango di T.Col a quello di Comm. eleggono il Comandante Generale dell'Esercito della Salvezza. L'attuale Comandante del Comando Italia-Grecia dell'Esercito della Salvezza è il tenente colonnello Jacques Donzé.

### Sale di culto
Le sale di culto sono presenti in tutte le città dove è presente l'Esercito della Salvezza in Italia e un culto è organizzato ogni domenica mattina dagli ufficiali con i soldati, così come altre attività svolte nell'apposita sala. Non si deve pensare che l'Esercito svolga funzioni liturgiche simili alle messe cattolico-romane o ai culti protestanti. In effetti, anche se in alcuni Paesi gli ufficiali dell'Esercito della Salvezza sono equiparati a ministri di culto, non sono considerati sacerdoti, e quindi non amministrano dei sacramenti. Se un aderente o un soldato vogliono ricevere un sacramento, sono invitati ad andare in una qualsiasi Chiesa cristiana. In questo senso l'Esercito della Salvezza ha mantenuto un alto standard di libertà confessionale, concentrandosi, piuttosto che in questioni teologiche, sul carisma della solidarietà sociale.

### Ambulatori e centri sociali
Nel mondo l'Esercito della Salvezza gestisce ospedali, scuole primarie, accademie teologiche, dormitori per senzatetto, mense economiche e luoghi di aggregazione culturali.

### Centri vacanze
Nel mondo l'Esercito della Salvezza ha stabilito moltissimi centri vacanze economici e ostelli della gioventù. In Italia, a Bobbio Pellice e a Ischia si trovano dei Centri Vacanze aperti a tutti.

### Onorificenze interne
Nel 1917, cinque anni dopo la morte del fondatore dell'Esercito della Salvezza William Booth, suo figlio, il generale Bramwell Booth, inaugurò l'Ordine del fondatore per riconoscere i militanti che avevano prestato servizio distinguendosi per meriti eccezionali.
L'onorificenza viene assegnata raramente, poiché ogni nomina viene attentamente esaminata da una giuria di dirigenti.

## Controversie
L'Esercito della Salvezza ha mantenuto sin dagli albori della sua fondazione una intransigenza dei costumi propria del puritanesimo e del metodismo. Ferree sono le sue convinzioni riguardo al peccato e, in particolare, la pratica dell'omosessualità; tendenza che ha reso l'Esercito un movimento ecclesiale poco gradito a confessioni più aperte, anche se evangeliche o protestanti. Per coloro che non intendono abbracciare l'obbligo di abbandonare il consumo di tabacco e di alcolici, l'Esercito sarebbe precluso. Un'altra tendenza sarebbe quella di incoraggiare i matrimoni endogamici, verso i membri ufficiali. Le altre organizzazioni cristiane hanno poi sollevato dubbi nei confronti dell'Esercito per la sua assenza di sacramenti, primo fra tutti il battesimo. 
Il dubbio sull'identità del movimento, più movimento umanitario che Chiesa in senso canonico, è stata oggetto di controversie, in Italia, sin dagli anni venti. Il 1º febbraio 1923 un regio decreto riconobbe la natura filantropica dell’Esercito, eppure nel 1931 il Consiglio del Regno (attuale Consiglio di Stato) negò il riconoscimento giuridico come ente religioso, osservando che aveva un: “carattere generico di movimento evangelico, senza riti o princìpi di fede propria, senza cioè una fede che soltanto in essa e per suo mezzo soddisfi un determinato, comune sentimento religioso”. Vi è da dire che allora i rapporti fra l'Inghilterra, luogo di nascita dell'Esercito della Salvezza, e il governo italiano, fascista, erano incrinati.

## Nella cultura di massa
Il 13 luglio 1960 il colonnello dell'Esercito della Salvezza Barbara Moore con passo da maratona attraversa a piedi l'America.
La canzone dei Beatles (composta da John Lennon) Strawberry Fields Forever (1966) è stata ispirata dalla Casa del Strawberry Field per bambini dell'Esercito della Salvezza a Liverpool, in Inghilterra.
Film del 1955, Bulli e pupe è la storia d'amore di Sarah Brown, interpretata da Jean Simmons, una sergente dell'Esercito della Salvezza e lo scommettitore incallito Sky Masterson, interpretato da Marlon Brando. Il film è diventato estremamente popolare ed è stato candidato a un Premio Oscar nel 1956.
Nelle scene finali del film I tre giorni del Condor (1975) si vede un gruppo dell'Esercito della Salvezza che intona God Rest Ye Merry Gentlemen, una famosa Carola (canzone natalizia).
Nel film del 2002 Un uomo senza passato (Mies menneisyyttä vailla), la protagonista Irma (Kati Outinen) è un tenente dell'Esercito della Salvezza di Helsinki, in Finlandia.
Nel film Lord of War del 2005 il protagonista Nicolas Cage sostiene "ho venduto armi a tutti gli eserciti del mondo a parte l'Esercito della Salvezza".
Mr. Bean in una sua clip "Salvation Army Band Carols" diverte improvvisandosi direttore di una banda dell'Esercito della Salvezza a Londra.
George Orwell cita la Salvation Army in un aneddoto riportato nel suo breve scritto dal titolo “Libertà nel parco”, del 7 dicembre 1945 (‘Tribune’), cfr. “Fascismo e democrazia”, Lindau, 2022, p. 46, volume che raccoglie cinque brevi saggi dell’autore. 
In una puntata del cartone animato Futurama, Hermes Conrad chiede a un collega di regalare un braccio usato a uno ri-shop dell'Esercito della Salvezza.
Il 15 luglio 2017 allo Stadio Olimpico la band degli U2 ha ringraziato l'Esercito della Salvezza in Italia, per la sua attività in favore dei bisognosi.
Nel 2017 la Rai ha celebrato il ricordo dei 130 anni di servizio dell'Esercito della Salvezza in Italia filmando la celebrazione nazionale.
La Svizzera partecipò all'Eurovision Song Contest 2013 in Svezia con una band formata da alcuni membri dell'esercito della salvezza. Inizialmente col nome di Heilsarmee, furono costretti a cambiare nome in TAKASA a seguito delle regole del concorso canoro.
Il titolo del celebre singolo Seven Nation Army, come dichiarato dallo stesso autore, Jack White, deriva da una storpiatura del termine "Salvation Army" che era solito fare da bambino.